# مغد صوفي الزهر
مغد صوفي الزهر أو الباذنجان الصوفي (بالإنجليزية: Solanum erianthum)‏ هو نوع من الباذنجان موطنه الأصلي جنوب أمريكا الشمالية و شمال أمريكا الجنوبية . تم إدخاله إلى أجزاء أخرى من العالم وله توزيع شبه استوائي .  تشمل الأسماء الشائعة له: عشبة الخطمية( mullein nightshade الباذنجانية المخمليةvelvet nightshade)  والسلفادورا( salvadora). 

## التصنيف
سولانوم اريانثوم هي شجيرات جنيبية صغيرة الحجم ، دائمة الخضرة وسريعة النمو. يصل ارتفاعها إلى 2-8 أمتار أي ما يعادل6.6-26.2 قدمًا. اللحاء الرمادي أو البني ناعم و يبلغ سمك الجذع 2-5 سم. التاج مسطح و متفرع. على الرغم من أن الأغصان ناعمة وهشة، إلا أن أطرافها قوية بما يكفي لدعم توقف بعض أنواع الطيور مثل الشاشالاكا عليها. الأوراق إهليلجية بيضاوية، و يبلغ طولها 12-37 سم. تُشكل الزهور عبر الفوهة الزهرية في مجموعات جانبية و يبلغ قطرها 1.1-1.8 سم . البتلات ذات الفصوص الخمسة بيضاء اللون والأسدية الخمسة بها أنثرات صفراء. الثمرة تكون ذات لون أصفر يبلغ قطرها1–1.2 سم و به العديد من البذور. الكلمة "erianthum"مشتقة من اللغة اليونانية؛ حيث (ἔριον (erion، تعني "صوفي"، و(ἄνθος (anthos، تعني "زهرة"، في إشارة إلى شعر الترخوم الكثيف على الزهور. الأجزاء الأخرى من النبات مغطاة أيضًا بالأشكال ثلاثية الألوان، بما في ذلك الثمرة و الأوراق و أطراف الساق، وأعناق الأوراق. تشبه رائحة الجذور المكسورة رائحة البطاطس المطبوخة، بينما تطلق النباتات ثلاثية الألوان رائحة مشابهة لرائحة القطران عند فركها.

## الموطن
ينمو نبات السولانوم اريانثوم في الولايات المتحدة جنوب فلوريدا و وادي ريو غراندي السفلي في تكساس ،و جزر الباهاما و المكسيك و أمريكا الوسطى و منطقة البحر الكاريبي و شمال أمريكا الجنوبية، بما في ذلك جزر غالاباغوس. و يُعتقد أن المستكشفين الإسبان أدخلوا شجيرات النبات إلى الفلبين في القرن السادس عشر، و من هناك انتشرت إلى ماليزيا و أستراليا و البر الرئيسي الآسيوي. و ربما تم إدخالها إلى غرب إفريقيا من منطقة البحر الكاريبي عبر تجارة الرقيق عبر المحيط الأطلسي. و لا توجد في معظم أنحاء أمريكا الجنوبية.

## الموائل البيئية
يمكن العثور على شجيرات السولانوم اريانثوم في المناطق المرتفعة من مستوى سطح البحر إلى 1500 متر في مجموعة متنوعة من الموائل، بما في ذلك المناطق النهرية و الغابات الجافة و الرطبة. غالبًا ما تنمو في المناطق المضطربة، مثل جوانب الطرق و الحقول و الأماكن المهجورة، و يمكن اعتبارها عشبًا ضارًا.الشجيرات هي نوع بدائي يستعمر بسرعة فجوات الغابات الناجمة عن سقوط الأشجار، بالإضافة إلى كونها نوعًا رائدًا، قادرًا على النمو في مواقع التعدين المتدهورة قبل النباتات الأخرى.

## الاستعمالات الطبية
مثل الأنواع الأخرى ، فإن نبات السولانوم اريانثوم له عدد من الاستخدامات في علم النباتات الشعبي و الأدوية الصيدلانية. و يرجع ذلك إلى توفر ثماره و أوراقه الجافة على حوالي 0.4٪ من القلويدات الستيرويدية التي تستخدمها صناعة الأدوية كمواد أولية لتصنيع الستيرويدات الاصطناعية.

## الطب التقليدي
في آسيا الاستوائية، تستخدم أوراق النبات كدواء عشبي. حيث يُعتقد أنها فعالة في تخليص الجسم من الشوائب من خلال البول و لعلاج سيلان الدم و للمساعدة في الإجهاض. بينما تُساعد ضمادة مصنوعة من الأوراق المطحونة في التخفيف من آلام البواسير و التهاب الخناق. تُوضع الأوراق الساخنة أيضا على الجبهة كمسكن للصداع و يُستخدم المغلي لعلاج الدوار. أما مغلي الجذر فهو مفيد في علاج الزحار و الحمى و الإسهال و مشاكل الجهاز الهضمي و مختلف آلام الجسم الشديدة. يُستعمل عادة لحاء الجذر كمضاد للالتهابات و علاج التهاب المفاصل. في غرب أفريقيا، يتم استخدام مغلي الأوراق لعلاج الجذام و الأمراض المنقولة جنسياً و الملاريا.

## استعمالات أخرى
تُستخدم الأوراق في الفلبين لتنظيف الشحوم من الأطباق. و في حين يعتبر ثمر النباث ساما للإنسان، و يسبب الصداع و التشنجات و الغثيان، و لكن يتم طهيه و تناوله في جنوب شرق آسيا و تحويله إلى أطعام الكاري في جنوب الهند. وهي أحد مكونات السهام المسممة في آسيا الاستوائية. أما في منطقة البحر الكاريبي، تُزرع شجيرات السولانوم اريانثوم كنبات زينة أو كمظلة لمحاصيل القهوة المزروعة في الظل.